# Harswell
Harswell – osada w Anglii, w hrabstwie East Riding of Yorkshire. Leży 30 km na północny zachód od miasta Hull i 265 km na północ od Londynu.